# Cosalá
Cosalá är en ort i Mexiko.   Den ligger i kommunen Cosalá och delstaten Sinaloa, i den centrala delen av landet, 900 km nordväst om huvudstaden Mexico City. Cosalá ligger 389 meter över havet och antalet invånare är 5 910.
Terrängen runt Cosalá är huvudsakligen kuperad, men den allra närmaste omgivningen är platt. Cosalá ligger nere i en dal. Runt Cosalá är det mycket glesbefolkat, med 6 invånare per kvadratkilometer. Cosalá är det största samhället i trakten. I omgivningarna runt Cosalá växer huvudsakligen savannskog.